# Pomnik stulecia Polskiego Towarzystwa Krajoznawczego w Poznaniu
Pomnik stulecia Polskiego Towarzystwa Krajoznawczego – pomnik w formie głazu narzutowego, zlokalizowany na Wzgórzu Świętego Wojciecha w Poznaniu, w pobliżu wejścia na Cmentarz Zasłużonych Wielkopolan i niedaleko kościoła św. Józefa (ul. św. Wojciech).

## Charakterystyka
Pomnik stoi w centrum przykościelnego skweru. Jest to głaz granitowy pochodzący z KWB Konin i posadowiony w obecnym miejscu w 2006 – na stulecie powstania Polskiego Towarzystwa Krajoznawczego (Warszawa – 1906), jednego z dwóch protoplastów obecnego PTTK. Na głazie umieszczono metalowe portrety osób zasłużonych dla wczesnego etapu kształtowania się turystyki i krajoznawstwa w Wielkopolsce: Kazimierza Kantaka, Stanisława Graeve, Stanisława Pawłowskiego, Cyryla Ratajskiego i Bernarda Chrzanowskiego. Od 14 grudnia 2013 na głazie znajduje się również portret regionalisty, krajoznawcy i historyka, założyciela piotrkowskiego oddziału PTK, Michała Rawity Witanowskiego.
Nieopodal kamienia stoi figura św. Rafała Kalinowskiego.